# Ніколас М'юррей Батлер
Ніколас М'юррей Батлер (англ. Nicholas Murray Butler; 2 квітня 1862, Елізабет — 7 грудня 1947, Нью-Йорк) — американський теоретик і практик педагогіки, політик, публіцист, професор.
З 1902 по 1945 рік — протягом сорока трьох років, — президент одного з найбільших в США Колумбійського університету; республіканець, близький друг Теодора Рузвельта, двічі (в 1920 і в 1928 роках) намагався стати кандидатом в Президенти США від своєї партії; автор безлічі праць і власної автобіографії, лауреат Нобелівської премії миру 1931 року, яку отримав за пацифістську діяльність спільно з Джейн Аддамс.
В якості президента Колумбійського університету був одним з головних розпорядників за заповітом Джозефа Пулітцера, згідно з яким спочатку, в 1912 році, при університеті відкрилася третя в світі (після Паризької — 1899 рік і Колумбійської, штат Міссурі, — в 1908 році) Вища школа журналістики, а трохи пізніше, в 1917 році, була заснована Пулітцерівська премія, що присуджується кращим американським журналістам, а також видатним творчим діячам в галузі мистецтва. Премія стала однією з найпрестижніших у світі. З дня заснування премії і аж до своєї відставки Ніколас Батлер був беззмінним головою нагородної комісії  Пулітцерівської премії, яка приймала часом досить важкі рішення про те, хто гідний її в минулому році.

## Біографія
Ніколас М'юррей Батлер народився 2 квітня 1862 року в Елізабет, штат Нью-Джерсі, в сім'ї Мері Батлер і робітника-промисловця Генрі Батлера. Він вступив до Колумбійського коледжу (пізніше Колумбійський університет) і вступив до Товариства пейтологів. Він отримав ступінь бакалавра мистецтв у 1882 році, ступінь магістра в 1883 році та докторський ступінь у 1884 році. Академічні та інші досягнення Батлера спонукали Теодора Рузвельта назвати його «Nicholas Miraculous». У 1885 році Батлер навчався в Парижі та Берліні і став другом на все життя майбутнього державного секретаря Еліу Рута. Через Рута він також познайомився з Теодором Рузвельтом і Вільямом Говардом Тафтом. Восени 1885 року Батлер приєднався до співробітників філософського факультету Колумбійського університету.
У 1887 році він заснував разом з Грейс Хоудлі Додж і став президентом Нью-Йоркської школи підготовки вчителів, яка пізніше приєдналася до Колумбійського університету і була перейменована в педагогічний коледж Колумбійського університету, і з якої спільний освітній експериментальний і розвиваючий підрозділ став школою Горація Манна. З 1890 по 1891 рік Батлер викладав в Університеті Джона Гопкінса в Балтіморі. Протягом 1890-х років Батлер працював у Раді з освіти Нью-Джерсі і допомагав формувати комісію з вступних іспитів до коледжу.

## Президент Колумбійського університету
У 1901 році Батлер став виконуючим обов'язки президента Колумбійського університету, а в 1902 році офіційно став президентом. Серед багатьох високопоставлених осіб, присутніх на його церемонії, був президент Рузвельт. Батлер був президентом протягом 43 років, що стало найтривалішим терміном перебування на посаді в історії університету, і пішов у відставку в 1945 році. Будучи президентом, Батлер провів масштабне розширення кампуса, додавши багато нових будівель, шкіл та відділів. Ці доповнення включали Колумбійський пресвітеріанський медичний центр, перший академічний медичний центр у світі.
У 1919 році Батлер вніс зміни в процес прийому в Колумбійський університет, щоб обмежити число студентів-євреїв і єпископів. Політика Батлера була успішною і кількість студентів, що родом з Нью-Йорка, скоротилася з 54% до 23%, що пов'язано з тим, що один адміністратор назвав «the invasion of the Jewish student». Це одна з причин, по якій Батлера назвали антисемітом.
У 1937 році він був прийнятий в якості почесного члена Нью-Йоркського товариства Цинциннаті.
У 1941 році журі Пулітцерівської премії обрало роман Ернеста Хемінгуея «По кому подзвін». Рада спочатку погодилася з цим рішенням, але Батлер, визнав роман образливим і переконав Раду скасувати своє рішення, так що жоден роман не отримав премію в тому році.
За його життя Колумбія назвала свою філософську бібліотеку на його честь; після його смерті її головна академічна бібліотека, раніше відома як Південний зал, була перейменована в бібліотеку Батлера. Багатоквартирний будинок на 119-й вулиці і Морнінгсайд-драйв також був перейменований на честь Батлера, як і головний приз в галузі філософії.
Поглиблений погляд на час, проведений Батлером в Колумбійському університеті, також можна знайти в книзі «The Goose-Step: A Study of American Education» Ептона Сінклера.

## Політична діяльність
Батлер був делегатом на кожному Республіканському національному з'їзді з 1888 по 1936 рік; у 1912 році, після того як віце-президент Джеймс Шерман помер за вісім днів до президентських виборів, Батлер був призначений для отримання голосів виборців, які отримав би Шерман: республіканський квиток виграв лише 8 голосів вибірників з Юти і Вермонта, посівши третє місце після демократів і прогресистів.
У 1916 році Батлер спробував домогтися висунення Республіканської кандидатури в президенти для Еліу Рута. Батлер також домагався висунення своєї кандидатури в 1920 році, але безуспішно.
Батлер вважав, що заборона була помилкою, що має негативні наслідки для країни. Він взяв активну участь в успішних зусиллях по скасуванню в 1933 році.
Він приписував Джону Берджессу разом з Александром Гамільтоном філософську основу своїх республіканських принципів.
У червні 1936 року Батлер відправився на мирну конференцію Фонду Карнегі в Лондоні, де на зустрічі розглядалося питання про міжнародне використання золота.

## Інтернаціоналіст
Батлер був головою конференції з Міжнародного арбітражу на озері Мохонк, яка періодично збиралася з 1907 по 1912 рік. У цей час він був призначений президентом Американського відділення міжнародного примирення. Батлер також відігравав важливу роль у переконанні Ендрю Карнегі надати початкове фінансування в розмірі 10 мільйонів доларів для Фонду Карнегі за міжнародний мир. Батлер очолив відділ міжнародної освіти та комунікацій, заснував європейське відділення Фонду зі штаб-квартирою в Парижі і був президентом Фонду з 1925 по 1945 рік. За свою роботу в цій галузі він отримав Нобелівську премію миру за 1931 рік (спільно з Джейн Аддамс) «пакту Бріана-Келлога» і за свою роботу в якості «лідера більш орієнтованої на істеблішмент частини американського руху за мир».
У грудні 1916 року Батлер, Рузвельт та інші філантропи, включаючи промисловця шотландського походження Джона Моффата, Вільяма Астора Чанлера, Джозефа Чоута, Кларенса Маккея, Джорджа фон Ленгерке Мейєра і Джона Гріра Хіббена, придбали замок Шаваньяк, місце народження маркіза де Лафаєта в Оверні, щоб служити штаб-квартирою для Меморіального фонду французьких героїв Лафаєта, яким керувала колишня дружина Чанлера Беатріс Ешлі Чанлер.
Батлер був президентом Товариства паломників, яке пропагує англо-американську дружбу. Він займав пост президента паломників з 1928 по 1946 рік. Батлер був президентом Американської академії мистецтв і літератури з 1928 по 1941 рік.

## Особисте життя
Батлер одружився з Сюзанною Едвардс Шайлер (1863—1903) в 1887 році і мав одну дочку від цього шлюбу. Сюзанна була дочкою Джейкоба Рутсена Шайлера (1816—1887) і Сюзанни Хейг Едвардс (народилася в 1830 році). Його дружина померла в 1903 році, і він знову одружився в 1907 році з Кейт Ла Монтань, внучкою Нью-Йоркського забудовника Томаса Девіса.
У 1940 році Батлер завершив свою автобіографію публікацією другого тому «Across the Busy Years». Коли Батлер майже осліп в 1945 році у віці вісімдесяти трьох років, він пішов із займаних посад і помер два роки по тому. Батлер похований на кладовищі Сідар-Лоун в Патерсоні, штат Нью-Джерсі.
Незважаючи на досягнення Батлера, багато людей вважали його зарозумілим. Він самовільно звільнив викладачів, які йому не сподобалися, таких як великий вчений-класик Гаррі Терстон Пек, та інших, хто наважився поставити під сумнів його звільнення, таких як піонер громадянських прав Джоел Еліас Спінгарн. Він мало поважав факультет образотворчих мистецтв Колумбійського університету і позбавив їх права голосу в академічних справах в 1903 році, прискоривши погіршення його відносин з професором музики Едвардом Макдауеллом; він пішов так далеко, що звинуватив Макдауелла в непрофесійній поведінці і недбалому викладанні, що призвело до раптової відставки Макдауелла в лютому 1904 року. У 1939 році колишній учень Батлера, Рольф Гамфріс, опублікував на сторінках поезії роботу під назвою «Draft Ode for a Phi Beta Kappa Occasion», яка слідувала класичному формату незамкнутого чистого вірша в п'ятистопному ямбі з одним класичним посиланням на рядок. Перші літери кожного рядка отриманого акростиха містили повідомлення: «Nicholas Murray Butler is a horses sic ass» При виявленні «прихованого» повідомлення, розгнівані редактори принесли офіційні вибачення. Рендольф Сілліман Борн висміяв його як «М'ясника Олександра Макінтоша» в «Одному з наших завойовників», есе 1915 року, яке він опублікував у The New Republic.
Батлер багато писав і говорив на найрізноманітніші теми, починаючи від освіти і закінчуючи світом у всьому світі. Хоча його робота була відзначена ерудицією і великою вченістю, вона мала тенденцію до зловісного і роздутого. В «The American Mercury» критик Дороті Данбар Бромлі назвала висловлювання Батлера «цими нескінченними міазмами балаканини».

## Нагороди
- Орден Спасителя[24]
- Орден Святого Сави
- Орден Білого лева[25]
- Орден Леопольда I
- Орден Корони Італії
- Орден Червоного орла
- Орден Святих Маврикія та Лазаря